# Associazione Calcio ChievoVerona
La Associazione Calcio ChievoVerona es un club de fútbol de Italia, que representa al barrio de Chievo, en la ciudad de Verona, en Véneto. Fue fundado el 6 de septiembre de 1929, y refundado en varias oportunidades. Compite en la Serie D, cuarta categoría del fútbol italiano.

## Historia

### Los primeros años
En 1929 se funda el equipo Operazione Nazionale Dopolavoro Chievo, una pequeña organización futbolística fascista del barrio veronés de Chievo, cuyos colores eran azul claro y blanco. Al principio no forma parte de la Federazione Italiana Giuoco Calcio y sólo dos años después, en 1931, juega su primer partido oficial contra el Domegliara. En los primeros años de su actividad, el OND Chievo llegó hasta las fases finales de la división regional Véneto, pero nunca venció. En 1936 el equipo no pudo inscribirse a la liga de Verona por problemas económicos y acaba su existencia.

### La refundación
Después de la Segunda Guerra Mundial un grupo de aficionados refundan la sociedad y la bautizan como Associazione Calcio Chievo. El club juega en la Seconda Divisione y en la primera temporada su equipación es azul y rojo. En los años siguientes se vuelve a los colores originales, hasta 1955, cuando el equipo adopta los colores de la ciudad, amarillo y azul. En 1959, gracias a la ayuda económica del nuevo patrocinador, Cardi (su nombre se transforma en Cardi Chievo), la sociedad llega a la "Prima Categoría".

### Los éxitos con los Campedelli

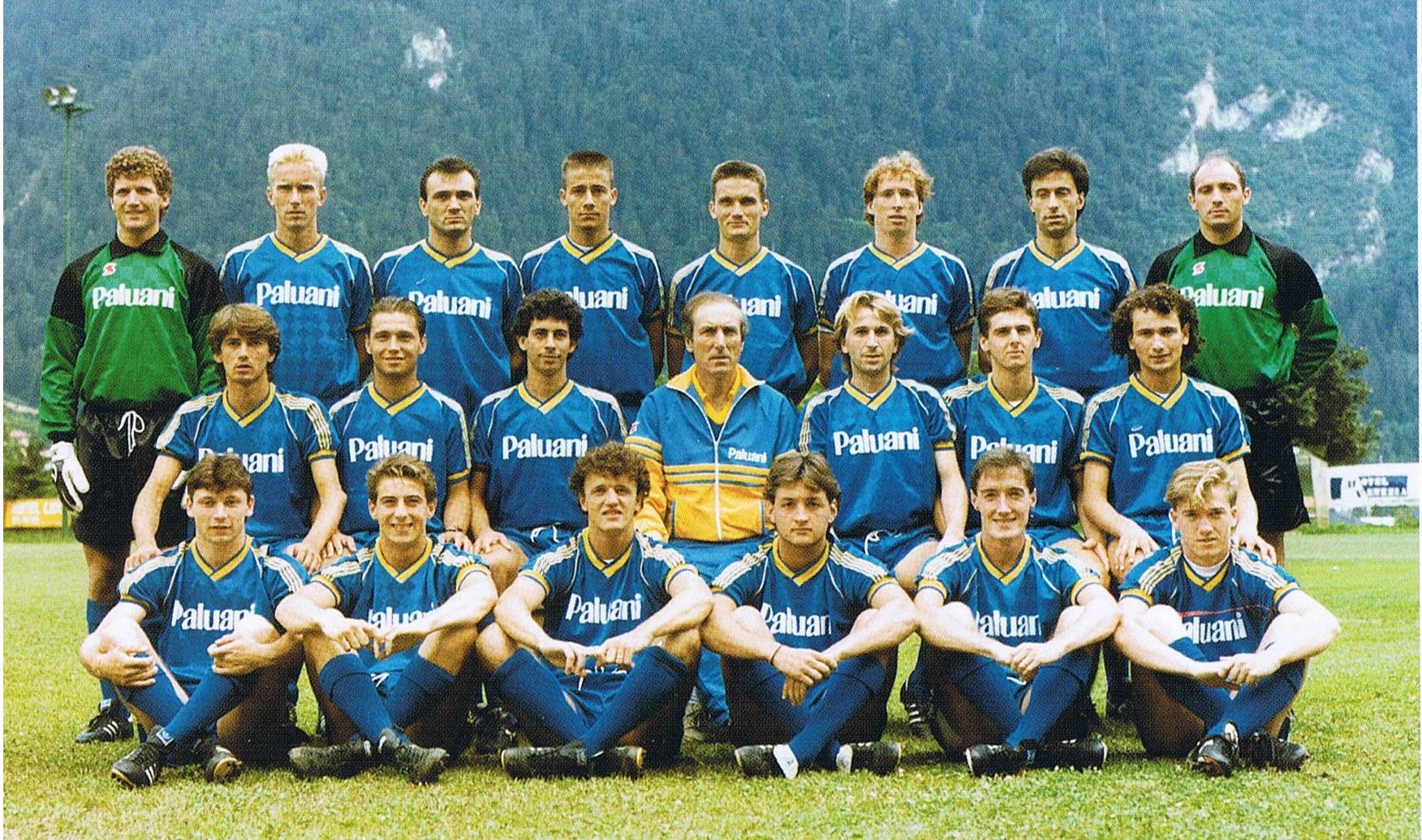
La plantilla del Chievo que ascendió a la tercera división en la temporada 1988-89.

En 1964 Luigi Campedelli, propietario de una empresa veronesa de dulces, compra la sociedad y se convierte en el nuevo presidente. Bajo el control de la familia Campedelli, el Chievo alcanza en menos de veinte años resultados inimaginables para un equipo que representa un barrio de menos de 2500 personas. Juega en las competiciones más importantes del fútbol italiano: en 1975 llega a la Serie D, en 1986 a la Serie C2 (en 1981 el nombre se cambia a Paluani Chievo, la empresa del presidente), en 1989 a la Serie C1 y en 1994 a la Serie B, el segundo nivel de la pirámide futbolística italiana. 
Desde 1986 el equipo se mudó al Stadio Marcantonio Bentegodi, donde se jugaron muchos derbies entre los dos equipos de la ciudad de Romeo y Julieta (Chievo y Hellas Verona) mientras ambos estaban en la Serie B. En 1990 el presidente cambió el nombre a "Associazione Calcio Chievo Verona", con el objetivo de no solamente representar a un barrio de la ciudad, sino toda la provincia de Verona.

### ElMilagro Chievoen la Serie A

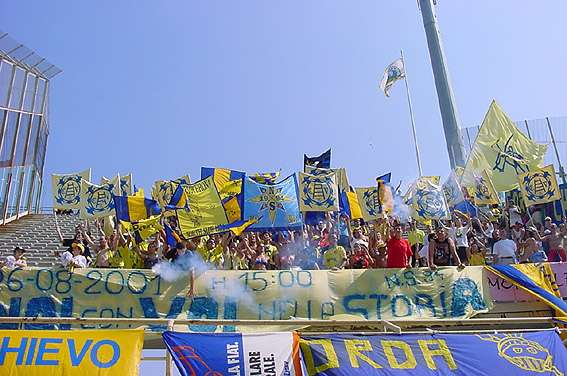
La hinchada del Chievo el día de su debut en la Serie A.

En 2001, con el entrenador Luigi Delneri, el equipo de la ciudad de Verona conquista su ascenso a la Serie A, en la que debuta en la temporada 2001-02. Todos esperan una participación breve en la máxima competición italiana, pero la realidad es otra: en la primera parte de la temporada el conjunto dirigido por Delneri se mantiene en las primeras posiciones de la liga. Los buenos resultados en la segunda parte de la temporada le permiten acabar en el 5.º lugar de la serie A, un solo punto por detrás del AC Milan que termina en el 4°, y clasificarse a la Copa de la UEFA por primera vez en su historia. 
En las temporadas siguientes la Squadra Della Diga confirma que sus resultados no son fruto de un milagro o un sueño, sino de una buena organización y del trabajo de hombres muy importantes para la institución, como el director deportivo Giovanni Sartori, muy hábil en buscar talentos jóvenes u olvidados, el presidente Luca Campedelli, que nunca da jaleo por sus declaraciones y un grupo de jugadores jóvenes, veteranos y talentosos, sin miedo a nada ni a nadie.  
La primera experiencia del equipo del barrio de Chievo en la Copa de la UEFA acabó en la primera vuelta contra el Estrella Roja Belgrado, mientras que, en la liga, terminó en la séptima posición al finalizar la temporada 2002/03.
La temporada 2003/04 fue la última de Luigi Delneri y de muchos jugadores importantes, como Eugenio Corini y Cristiano Lupatelli y el Céo concluyó en el noveno puesto.
La temporada siguiente fue muy difícil para los Mussi Volanti (así decidieron llamarse los hinchas del Chievo después de que una canción de los aficionados del Hellas Verona decía que se podía dar un partido en Serie A entre los dos equipos sólo si los asnos volasen). El nuevo entrenador, Mario Beretta, no supo confirmar los resultados de su predecesor y fue despedido antes de los últimos partidos de la temporada 2004/05. Su sustituto fue Maurizio D’Angelo, joven entrenador que hasta unos años antes fue el capitán del equipo. Gracias a su ayuda, el equipo finalizó en el decimoquinto (15) lugar de la tabla, y logró la permanencia en la Serie A italiana.

### Pillon, Iachini, Di Carlo, Sanini y Corini en dos oportunidades: éxitos y no éxitos recientes

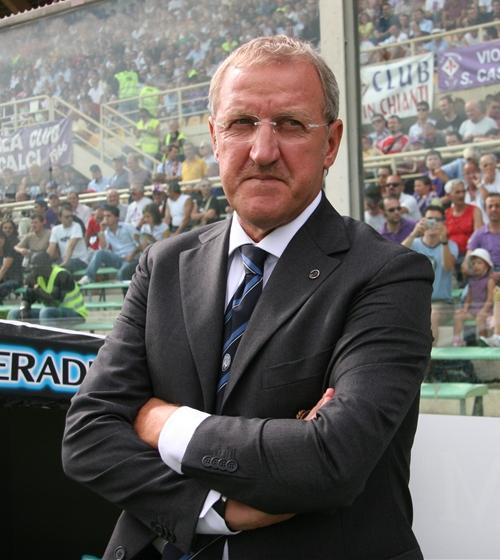
Luigi Delneri, el entrenador del primer histórico ascenso a la Serie A, volvió a entrenar a los clivenses en 2006.

En la temporada 2005/06 Giuseppe Pillon condujo al Chievo de Verona durante una serie de buenos resultados (victorias contra el AC Milan) hasta conseguir el séptimo puesto en la clasificación general. Pero después de la polémica futbolística del llamado caso "Calciopoli" y de las sanciones por puntos a muchos equipos, el Chievo acabó cuarto y debutó al año siguiente en la Liga de Campeones de UEFA. En un estadio Bentegodi lleno de aficionados, el equipo empató contra el Levski Sofia de Bulgaria (perdió el primer partido en Sofía) y fue eliminado; perdió también el primer turno de Copa de la UEFA contra el Sporting Braga. La temporada fue catastrófica y el cambio de entrenador (Luigi Delneri retornó) no ayudó: el conjunto amarillo acabó decimoséptimo y descendió a la Serie B.
El Chievo estuvo una sola a temporada en la cadetteria porque, gracias al nuevo director técnicoGiuseppe Iachini y a un grupo de jugadores jóvenes determinados, os,o s resultó vencedor de la Serie B 2007/08 y se aseguró el ascenso a la primera división italiana.
Sin embargo, el entrenador tuvo muchas dificultades en su primera experiencia en la Serie A en 2008/09 y fue destituido después de diez partidos: fudos,ssiendo reemplazado enico Di Carlo, el,  n gracias a un nuevo mode jugar,, r rubricóquien, g acias a un nuevo modo de jugar, runa segunda parte de temporada espectacular acabando decimosexto.
Domenico fue confirmado también durante la temporada 2009/10, en lae el conjunto de la ciudad deete Verona aspirabque el conjunto del Véneto a a alcanzar resultados mejores y posiciones más cómodas que los de la temporada precedente.
Después de un comienzo flojo en la temporada 2012/13, Domenico Di Carlo decidió hacerse a un lado. Asumió el cargo Eugenio Corini, uno de los últimos ídolos del cuadro clivense. Arrancó mal, pero partido tras partido fue encontrando su equipo.
En la temporada 2013/2014 los Gialloblù quedan a cargo de Eugenio Corini nuevamente y luchan por permanecer en la máxima categoría. Tiene un plantel ampliamente renovado y depende mucho de sus atacantes: Pellissier, Meggiorini, Paloschi y de la experiencia de Perparim Hetemaj, Valter Birsa, Mariano Izco y sus centrales César, Dainelli y Zukanović.
En la temporada 2013/14 los clivensi se salva milagrosamente del descenso a la Serie B. Con tan sólo 36 puntos logra la salvación y permanecer al menos un año más en la Serie A. 

### La era Rolando Maran

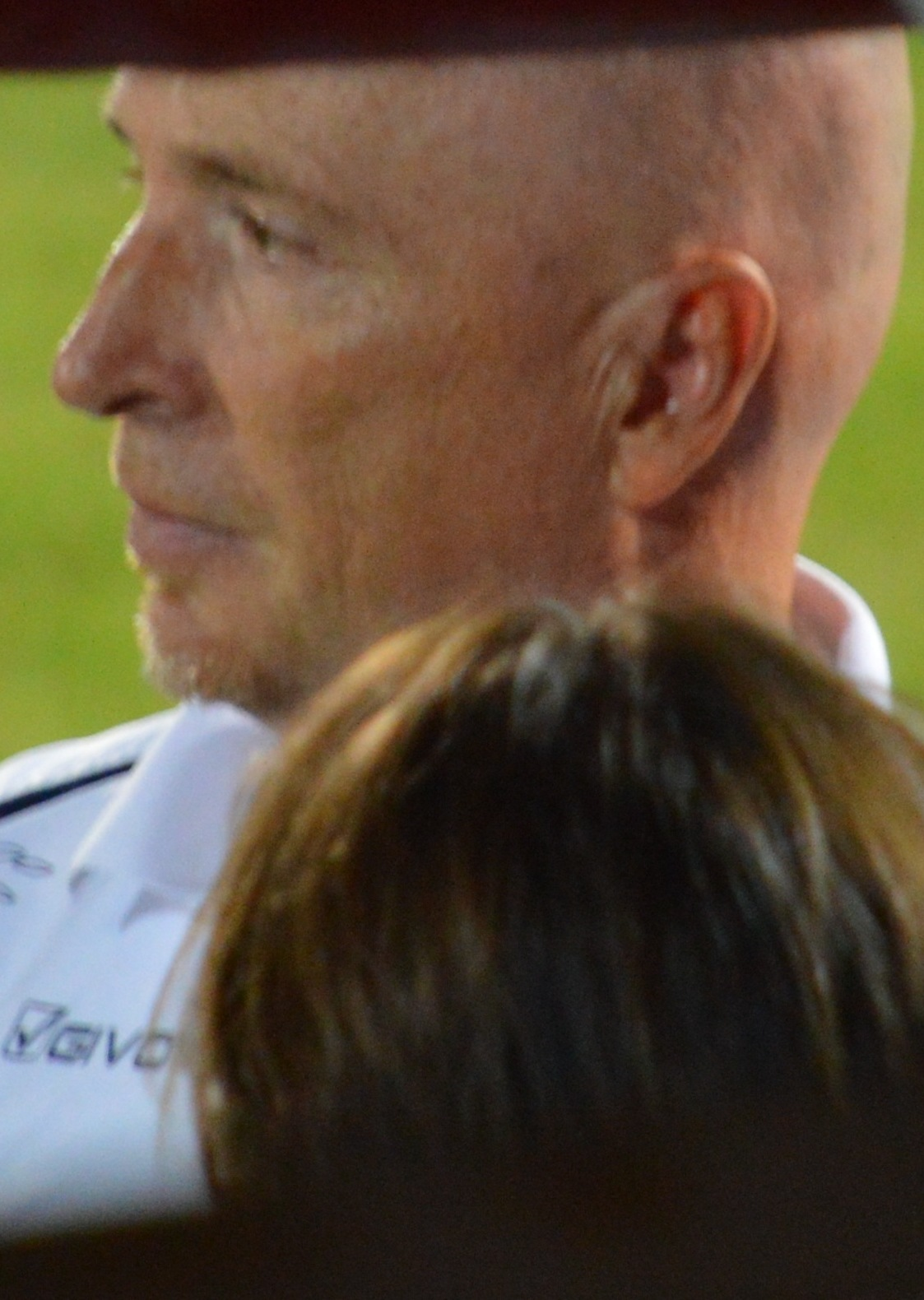
Rolando Maran, capitán y posteriormente entrenador del Chievo.

Para la temporada  2014/15, el Chievo vio partir a jugadores como Thereau, Guana, Granoche, Dramé Rigoni y Farías, pero llegaron como refuerzos jugadores con un importante recorrido y experiencia en clubes de Serie A, como Meggiorini, Izco, Gamberini, Bizarri y Birsa. Sin embargo, un mal comienzo en los primeros partidos del  torneo, hizo que la dirigencia presidida por Luca Campedelli echara a Eugenio Corini y buscara su reemplazo con Rolando Maran, quien fuera jugador y capitán del Chievo. Con una importante mejora en su nivel de juego, el club logró mantener la categoría nuevamente en la temporada 14/15, acabando en el lugar 14.º con 43 puntos. 
Durante la temporada 2015-2016, ChievoVerona vio llegar a su plantel a jugadores como Lucas Castro, Giampiero Pinzi, Fabrizio Cacciatore, Simone Pepe, Massimo Gobbi y Antonio Floro Flores, aunque vio partir a Alberto Paloschi durante el mercado de invierno. Tras un inicio de temporada donde incluso fue puntero durante las primeras fechas, los clivenses mantuvieron un andar algo irregular, aunque durante gran parte del año se mantuvieron entre los diez primeros de la tabla.  Terminaron esta temporada en el 9.º lugar, con 50 puntos, donde destacaron triunfos importantes de local ante la Lazio (4-0)  y Frosinone (5-1), mientras que de visitante destacaron triunfos ante Empoli (3-1), Torino (2-1) y la Sampdoria (1-0).
Para la temporada 2016-2017, el equipo del barrio de Chievo mantuvo casi la totalidad de su plantel, incorporando pocos jugadores, como Bastien (proveniente de Avellino) y Jonathan De Guzmán. El conjunto tuvo una buena primera vuelta, sumando 25 puntos. En la segunda vuelta, pese a su irregular desempeño, los pupilos de Marán aseguraron la permanencia en Serie A, a cuatro fechas de terminar el campeonato, tras derrotar a domicilio 1-2 al Genoa. La temporada la terminarían en el 13.eɽ lugar con 43 puntos.
La campaña 2017-2018 vería cómo Chievo seguía siendo conducido por Maran, que logró mantener la columna vertebral del equipo, donde además incorporaba a jugadores como Paweł Jaroszyński, Luca Garritano, Mattia Bani, Manuel Pucciarelli o Gianluca Gaudino, además de asegurar los préstamos de Mariusz Stępiński, Nenad Tomović, Roberto Inglese (vendido en el mercado de verano al Napoli) y Emanuele Giaccherini (que llegó en el mercado de invierno procedente del mismo Napoli). El inicio del torneo fue muy alentador, destacando victorias de visita ante Udinese y Cagliari, mientras que de local sumó valiosos triunfos ante Fiorentina, Hellas en el derbi de Verona y SPAL. sin embargo, tras el último triunfo ante SPAL, Chievo entró en una seguidilla de malos resultados, donde destacaron derrotas por goleada ante Inter y Lazio, además de derrotas de local ante Bologna y Genoa. Fue una racha de diez partidos sin ganar, donde incluso la escuadra de Chievo vivió la derrota más humillante de su historia en Serie A, tras caer de visita ante Benevento (club que sumó así su primer triunfo en Serie A). Tras el triunfo de local ante Cagliari (2-1), en los siguientes diez partidos apenas se sumó una victoria ante la Sampdoria de local (2-1) y empates ante Sassuolo (1-1), Torino (0-0) y  Spal (0-0). Tras la caída de visita ante la Roma (4-1), el equipo clivense cayó en zona de descenso por primera vez desde la temporada 2014/15, por lo que el 29 de abril de 2018 Rolando Maran fue despedido y reemplazado por Lorenzo D’Anna, entrenador que hasta ese momento desempeñaba funciones en el equipo Primavera del Club. D’Anna tenía la misión de salvar al ChievoVerona del descenso en las últimas tres fechas, en las cuales obtuvo tres triunfos (de local 2-1 ante Crotone, 2-1 de visita ante Bologna y 1-0 ante Benevento), sumando 40 puntos y conservando la categoría, tras finalizar el campeonato en la posición 13.

### Temporada 2018-2019: el “Annus Horribilis”
El ChievoVerona comenzó la temporada de muy mala manera, ya que la Federación Italiana de Fútbol aceptó una denuncia por “pusvalía ficticia”, interpuesta por el club Crotone, que pedía el descenso de la institución veronesa y ocupar su lugar para el torneo 2018-2019.  El equipo gialloblù fue sancionado con el descuento de tres puntos. Todo este escenario hizo que su dirigencia no pudiera reforzar la plantilla de forma adecuada, lo que se sumó a un desastroso inicio de torneo, en el cual Lorenzo D'Anna fue despedido tras obtener dos empates en ocho encuentros (donde además registró una goleada de 6-1 ante la Fiorentina, la peor derrota de Chievo en el fútbol profesional). Tras la salida de D’Anna, el mando del equipo fue asignado a Gian Piero Ventura, el cual permaneció apenas cuatro cotejos (tres descalabros y un empate) antes de presentar su renuncia.
A partir de la decimotercera fecha, el equipo empezó a ser entrenado por Domenico Di Carlo, el cual no pudo mejorar los resultados. El 14 de abril de 2019, seis fechas antes de finalizar la temporada, se concretaba el descenso de los Asnos Voladores, al caer 1-3 ante el Napoli. El equipo terminó con apenas dos triunfos y catorce igualadas, alcanzando 17 unidades (tuvo 3 de descuento), ocupando el último lugar de la clasificación.
Finalmente, Sergio Pellissier anunció su retiro del fútbol profesional, por lo cual Luca Campedelli decidió retirar la camiseta número 31 que usaba el emblemático jugador.

### El Nuevo Ciclo tras la "Era Pellissier"
La Temporada 2019-2020 de la Serie B vio a un ChievoVerona que continuaba con los problemas económicos heredados desde la temporada anterior. Esto hizo que el club se desprendiera de sus principales activos (Stepinski, Bani, De Paoli, Jaroszyński, Tomović, Seculin, Hetemaj, Rigoni, Kiyine Leris, entre otros). El nuevo director deportivo Sergio Pellissier y el presidente Luca Campedelli dejaron el mando del equipo en Michele Marcolini, exjugador clivense, que fue parte del equipo campeón de la Serie B 2007-2008. Marcolini armó un nuevo plantel, basado en jugadores experimentados del club (César, Frey, Giaccherini, Meggiorini, Djodjević), en los jóvenes que permanecieron (Vignato, Semper, Karamoko, Zuelli, Grubaj, Rovaglia) y jóvenes que llegaron a préstamo (Jacopo Segre, Salvatore Esposito, Sauli Väisänen, Damir Ceter, Lorenzo Dickmann). 
Los resultados obtenidos por Michele Marcolini fueron irregulares, lo que hizo que, tras la derrota 0-1 con Livorno (colista del torneo), la dirigencia decidiera echarlo tras la jornada 26. El 1.º de marzo de 2020, Alfredo Aglietti es elegido como nuevo entrenador hasta el final de la temporada.

### Exclusión del fútbol profesional
En el 2021 Chievo fue desafiliado de la Serie B por insolvencia económica. Posteriormente, todos los jugadores profesionales quedaron libres y muchos fueron reclutados por otros equipos. Ante la dramática situación del club, Sergio Pellissier, emblema gialloblù, trabajó a contrarreloj en busca de una forma de salvar a la institución y recomenzar en la Serie D, pero luego anunció en una publicación de Instagram que no se encontraron propietarios a tiempo para la fecha límite de registro. Mientras tanto, el club Chievo original apeló al Consejo de Estado contra su exclusión y finalmente no quedó registrado en ninguna división. Campedelli optó por mantener vivo al club como equipo juvenil durante la temporada 2021-22, mientras que Pellissier decidió, en cambio, fundar un nuevo club él mismo, que fue admitido en la Terza Categoria, en la parte inferior del fútbol italiano.  El equipo se llamó F. C. Chievo 2021, posteriormente cambiado el nombre al Clivense F. C.

### F.C. Clivense
El club, originalmente llamado FC Chievo 2021, pasó a llamarse FC Clivense tras una advertencia legal del AC ChievoVerona.
FC Clivense finalmente ganó el Grupo B de la Terza Categoria Verona 2021-22, terminando promovido en la Seconda Categoria.
El 13 de julio, el FC Clivense se registró para la temporada 2022/23 de la Eccellenza, el 5.º nivel del fútbol italiano, donde quedaron 1.er lugar de su grupo y con eso ascendieron a la Serie D.

### Vuelta
El 10 de mayo de 2024 el FC Clivense en sus redes sociales anuncian que adquieren el nombre, símbolos e historia del histórico Chievo Verona trayéndolo de regreso.

## Uniforme
- Uniforme titular: Camiseta amarilla con mangas y bordes azules, pantalón amarillo, medias amarillas.

| 1928-29   | 1931-32   | 1948-49   | 1965-66   | 1976-77   | 1982-83   |
| 1985-86   | 1990-99   | 1999-2000 | 2000-2001 | 2001-2002 | 2002-2003 |
| 2003-2005 | 2005-2006 | 2006-2007 | 2007-2008 | 2008-2009 | 2009-2010 |
| 2010-2011 | 2011-2012 | 2012-2013 | 2013-2014 | 2014-2015 | 2015-2016 |
| 2016-2017 | 2017-2018 | 2018-2019 | 2019-2020 | 2020-2021 |           |

- Uniforme alternativo: Camiseta azul rey con mangas granate, pantalón granate, medias a rayas azul rey y granate.

| 1990-96   | 1997-98   | 1998-99   | 1999-2000 | 2000-2001 | 2001-2002 |
| 2002-2003 | 2003-2004 | 2004-2006 | 2006-2007 | 2007-2009 | 2009-2010 |
| 2010-2011 | 2011-2012 | 2012-2013 | 2013-2014 | 2014-2015 | 2015-2016 |
| 2016-2017 | 2017-2018 | 2018-2019 | 2019-2020 | 2020-2021 |           |

- Tercer uniforme:  Camiseta azul marino con mangas blancas, pantalón azul marino, medias a rayas azul marino y blancas.

| 1994-1995 | 1995-1996 | 1996-1997    | 1997-98   | 1999-2000    | 2000-2001 | 2001-2002 |
| 2002-2003 | 2004-2005 | 2006-2007    | 2007-2008 | 2008-2009    | 2009-2010 | 2010-2011 |
| 2011-2012 | 2012-2013 | Navidad 2012 | 2013-2014 | Navidad 2013 | 2014-2015 | 2015-2016 |
| 2016-2017 | 2017-2018 | 2018-2019    | 2019-2020 | 2020-2021    |           |           |

### Patrocinio
| Período     | Proveedor |
| ----------- | --------- |
| 2001        | Hummel    |
| 2001 - 2003 | Joma      |
| 2003 - 2009 | Lotto     |
| 2009 - 2021 | Givova    |

| Período     | Patrocinador |
| ----------- | --- |
| 1981 - 2003 | Paluani |
| 2003 - 2005 | Paluani, Columbia TriStar Films Italia |
| 2005 - 2007 | Paluani, Cattolica, Ferroli, Banca Popolare Di Verona, Soglia Hotels |
| 2007 - 2009 | Paluani, Cattolica, Banca Popolare Di Verona |
| 2009 - 2011 | Paluani, Banca Popolare Di Verona, Merkur-Win |
| 2011 - 2014 | Paluani, Banca Popolare Di Verona, Midac Batteries |
| 2014 - 2015 | Paluani, Banca Popolare Di Verona, Midac Batteries, Jetcoin, Nobis Assicurazioni                                                                                                  |
| 2015 - 2016 | Paluani, Midac Batteries, Nobis Assicurazioni, Alufer, Buccia di Mela, CF Costruzione, Coatí, Cubi e Perina, Ecoprogram, IMCOS, Italgreen, Negri, Payexe, Viviani, I.Bis, Atlante |
| 2016 - 2018 | Paluani, Midac Batteries, Nobis Assicurazioni, Buccia di Mela, CF Costruzione, Coatí Salumi, Cubi e Perina, Negri, Viviani, I.Bis, Atlante                                        |
| 2018 - 2019 | Paluani, Mulish, Coatí Salumi, Nobis Assicurazioni, Eurobet |
| 2019 - 2020 | Paluani, Nobis Assicurazioni, Coatí Salumi, Avelia, Facile Ristrutturare, Autoteam 9, Nico, Vicentini Carni                                                                       |
| 2020        | Mitsubishi, Paluani, Coatí Salumi, Nobis Assicurazioni,Avelia, Facile Ristrutturare,Clean Wash                                                                                    |
| 2020 - 2021 | Mitsubishi, Paluani, Coatí Salumi, Nobis Assicurazioni,Avelia, Vicentini Carni |

## Estadio
De 1986 al 2019, Chievo Verona compartió el Estadio Marcantonio Bentegodi con el otro equipo de la ciudad, el Hellas Verona.

## Jugadores

### Dorsales retirados
| Número | Jugador           | Posición  | Temporadas  |
| ------ | ----------------- | --------- | ----------- |
| 30     | Jason Mayélé      | Delantero | 2001 - 2002 |
| 31     | Sergio Pellissier | Delantero | 2002 - 2019 |

## Palmarés

### Torneos nacionales
- Serie B (1): 2007-08

### Torneos interregionales
- Serie C1 (1): 1993-94 (Grupo A)
- Serie C2 (1): 1988-89 (Grupo B)

### Torneos regionales
- Promozione Veneto (1): 1974-75 (Grupo A)
- Seconda Cateoria Veneto (4): 1959-60 (Grupo A), 1964-65 (Grupo A), 1967-68 (Grupo A), 1968-69 (Grupo A)
- Seconda Divisione Veneto (1): 1950-51 (Grupo A)
- Seconda Divisione Verona Propaganda FIGC (2): 1934-35, 1935-36
- Seconda Divisione Verona Unione Libera (2): 1932-33, 1934-35

## Participación en competiciones de la UEFA
| Competicion UEFA | Competicion UEFA      | Competicion UEFA | Competicion UEFA  | Competicion UEFA | Competicion UEFA | Competicion UEFA |
| Temporada        | Torneo                | Ronda            | Club              | Casa             | Visita           | Global           |
| ---------------- | --------------------- | ---------------- | ----------------- | ---------------- | ---------------- | ---------------- |
| 2002/03          | UEFA Cup              | 1                | Red Star Belgrade | 0–2              | 0–0              | 0–2              |
| 2006/07          | UEFA Champions League | Clasificatoria 3 | Levski Sofia      | 2–2              | 0–2              | 2–4              |
| 2006/07          | UEFA Cup              | 1                | Braga             | 2–1 (a.e.t)      | 0–2              | 2–3              |

## Rivalidades
Su clásico rival es su vecino Hellas Verona, con quien disputa el Derby di Verona, también conocido como Derby della Scala o Derby dell’Arena.  El primero de ellos se disputó en la Serie B, en la temporada 1994-1995 y se extendió a la Serie A en la 2001-2002, lo que transformó a Verona en la quinta ciudad italiana en tener un derbi en Serie A (tras Milán, Turín, Génova y Roma). El historial fue bastante parejo, ya que de 19 partidos jugados, ambos equipos ostentan 7 victorias, mientras que en los 5 juegos restantes han empatado. En cuanto a los goles, Chievo ha anotado en 23 ocasiones, mientras que Hellas ha marcado 24 tantos.
El máximo goleador de este clásico es el histórico capitán clivense Sergio Pellissier con 4 dianas. Mientras que Lorenzo D'Anna es el que más presencias tiene, con 9 encuentros jugados.